# Aultiphurst
Aultiphurst (Schots-Gaelisch: Allt a' Phuirt) is een dorp in het noorden van de Schotse lieutenancy Sutherland in het raadsgebied Highland.